# Schizoprymnus erythrocephalus
Schizoprymnus erythrocephalus är en stekelart som först beskrevs av De Saeger 1948.  Schizoprymnus erythrocephalus ingår i släktet Schizoprymnus och familjen bracksteklar. Inga underarter finns listade i Catalogue of Life.